# Ligne 4 du métro de Valence
La ligne 4 (en catalan : Línia 4 de Metrovalència) est l'une des dix lignes du réseau du métro de Valence et l'une des quatre lignes de tramway, ouverte en mai 1994. Elle est exploitée par FGV et traverse trois communes.
Elle est la première ligne de tramway moderne mise en service en Espagne.

## Historique
La ligne ouvre le 21 mai 1994 avec la mise en service du tronçon entre Empalme et Doctor Lluch, Valence étant alors la première ville d'Espagne à se doter d'un réseau moderne de tramway. Elle suit le tracé de l'ancienne ligne du trenet de Valence entre la gare valencienne de Pont de Fusta et le village d'Ademuz d'une part, et la ligne qui unissait Pont de Fusta au quartier d'El Grau d'autre part, mises hors service en 1990,. 
Elle est prolongée ensuite à plusieurs reprises vers l'ouest : en 1999 vers le siège de la télévision publique (TVV) à Burjassot et la foire de Valence dans le village de Benimàmet, puis en 2005 entre la TVV et les stations Mas del Rosari et Lloma Llarga-Terramelar à Paterna,.

## Caractéristiques

### Ligne
La ligne compte 33 stations, toutes en surface, et parcourt 15,90 km. Les rails sont à écartement métrique et la voie est double sur tout le trajet, à l'exception de la boucle Platja Malva-rosa-Doctor Lluch. Les stations Mas del Rosari, Fira, Vicent Andrés Estellés, Empalme et Pont de Fusta sont dotées de boucles de retournement pour permettre le demi-tour des rames série 3800, dotées d'un seul poste de conduite,.
Elle dessert trois communes, d'ouest en est : Paterna, Burjassot et Valence.

### Stations et correspondances
|  |   |   |   |  | Station                 | Communes                   | Correspondances                                                                         |
|  | - | - | - |  | ----------------------- | -------------------------- | --------------------------------------------------------------------------------------- |
|  |   |   | ■ |  | Mas del Rosari          | Paterna                    |                                                                                         |
|  |   |   | o |  | La Coma                 | Paterna                    |                                                                                         |
|  |   |   | o |  | Tomás y Valiente        | Paterna                    |                                                                                         |
|  |   |   | o |  | Parc Científic          | Paterna                    |                                                                                         |
|  | ■ |   |   |  | Lloma Llarga-Terramelar | Paterna                    |                                                                                         |
|  |   | o |   |  | À Punt                  | Burjassot                  |                                                                                         |
|  | ■ |   |   |  | Fira València           | Valence (Pobles de l'Oest) |                                                                                         |
|  |   | o |   |  | Vicent Andrés Estellés  | Burjassot                  |                                                                                         |
|  |   | o |   |  | Campus                  | Burjassot                  |                                                                                         |
|  |   | o |   |  | Sant Joan               | Burjassot                  |                                                                                         |
|  |   | o |   |  | La Granja               | Burjassot                  |                                                                                         |
|  |   | o |   |  | Empalme                 | Burjassot                  | Ligne 1 du métro de Valence · Ligne 2 du métro de Valence                               |
|  |   | o |   |  | Palau de Congressos     | Valence (Benicalap)        |                                                                                         |
|  |   | o |   |  | Florista                | Valence (Benicalap)        |                                                                                         |
|  |   | o |   |  | Garbí                   | Valence (Benicalap)        |                                                                                         |
|  |   | o |   |  | Benicalap               | Valence (Benicalap)        |                                                                                         |
|  |   | o |   |  | Trànsits                | Valence (Benicalap)        |                                                                                         |
|  |   | o |   |  | Marxalenes              | Valence (La Zaídia)        |                                                                                         |
|  |   | o |   |  | Reus                    | Valence (La Zaídia)        |                                                                                         |
|  |   | o |   |  | Sagunt                  | Valence (La Zaidía)        |                                                                                         |
|  |   | o |   |  | Pont de Fusta           | Valence (La Zaidía)        |                                                                                         |
|  |   | o |   |  | Trinitat                | Valence (Benimaclet)       | Ligne 6 du métro de Valence                                                             |
|  |   | o |   |  | Benimaclet              | Valence (Benimaclet)       | Ligne 3 du métro de Valence · Ligne 6 du métro de Valence · Ligne 9 du métro de Valence |
|  |   | o |   |  | Vicent Zaragozà         | Valence (El Pla del Real)  | Ligne 6 du métro de Valence                                                             |
|  |   | o |   |  | Universitat Politècnica | Valence (Algirós)          | Ligne 6 du métro de Valence                                                             |
|  |   | o |   |  | La Carrasca             | Valence (Algirós)          | Ligne 6 du métro de Valence                                                             |
|  |   | o |   |  | Tarongers-Ernest Lluch  | Valence (Algirós)          | Ligne 6 du métro de Valence                                                             |
|  |   | o |   |  | Beteró                  | Valence (Algirós)          | Ligne 6 du métro de Valence                                                             |
|  |   | o |   |  | La Cadena               | Valence (Poblats Marítims) | Ligne 6 du métro de Valence                                                             |
|  |   |   | ↓ |  | Platja Malva-rosa       | Valence (Poblats Marítims) | Ligne 6 du métro de Valence                                                             |
|  | ↑ |   |   |  | Cabanyal                | Valence (Poblats Marítims) | Ligne 6 du métro de Valence                                                             |
|  |   |   | ↓ |  | Platja Les Arenes       | Valence (Poblats Marítims) | Ligne 6 du métro de Valence                                                             |
|  | ■ |   |   |  | Doctor Lluch            | Valence (Poblats Marítims) | Ligne 6 du métro de Valence                                                             |
|  |   | ← |   |  |                         |                            |                                                                                         |

## Exploitation
La ligne est exploitée par les Ferrocarrils de la Generalitat Valenciana (FGV), sous la marque Metrovalència.

### Matériel roulant
La ligne est servie par des trains de type série 3800 — dotés d'un seul poste de conduite et de portes uniquement sur le flanc droit — produits par Siemens, et série 4200 produits par Bombardier Transport.

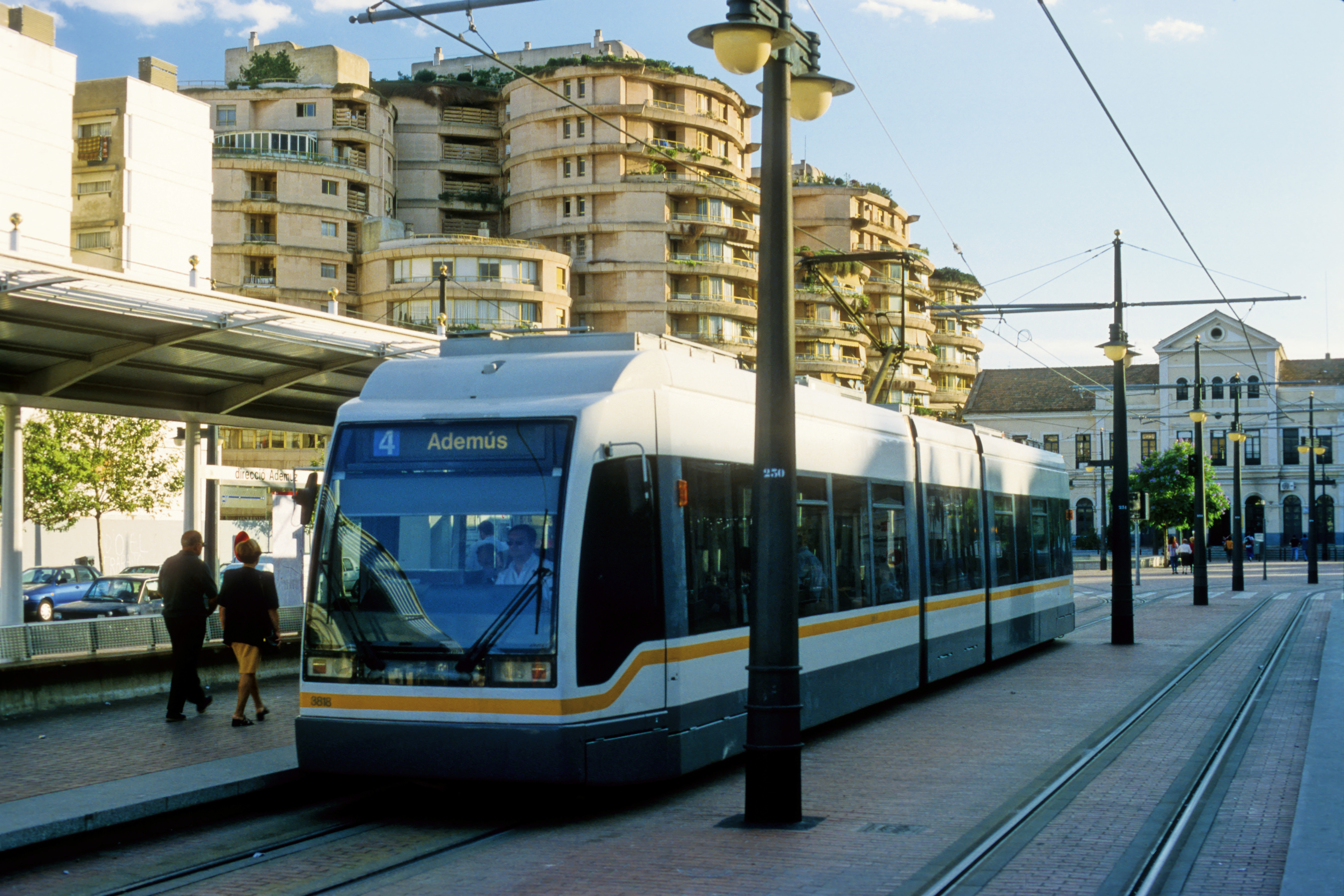
Un train série 3800.
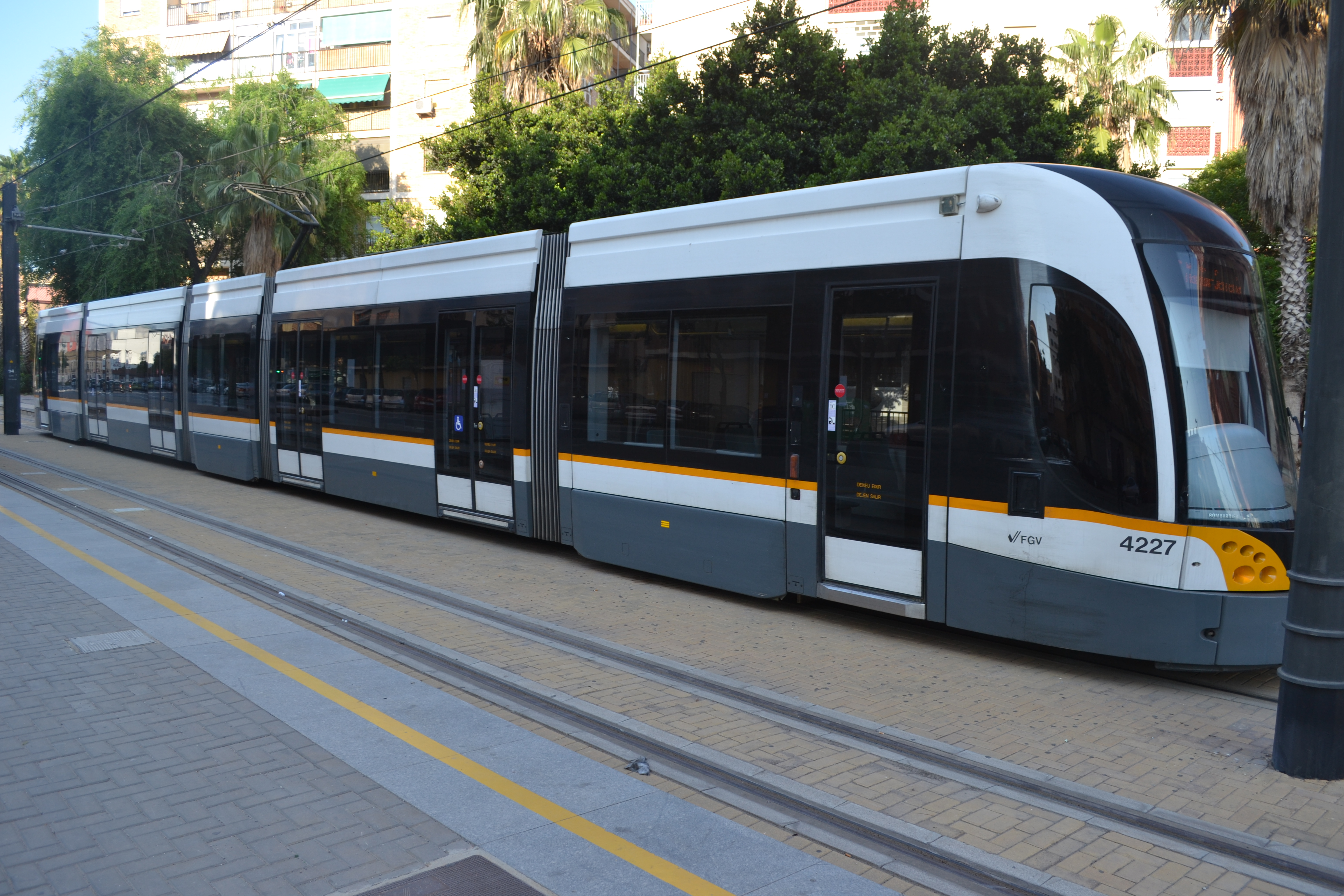
Un train série 4200.